# Lucia Smyrk
Lucia Smyrk es una actriz australiana, quien ha aparecido en numerosas series incluyendo Short Cuts, en Pirate Island como Carmen, en Neighbours como Edwina Valdez (2003) y Evie Sullivan (2012).